# Ogiva (Star Trek: Voyager)
„Ogiva” (titlu original: „Warhead”) este al 25-lea episod din al cincilea sezon al serialului TV american științifico-fantastic Star Trek: Voyager și al 119-lea în total. A avut premiera la 19 mai 1999 pe canalul UPN.
În acest episod, USS Voyager întâlnește o bombă extraterestră dotată cu inteligență artificială.

## Prezentare
Echipajul salvează un dispozitiv cu inteligență artificială blocat într-o stâncă, dar acesta preia controlul asupra Doctorului și se dovedește a fi o armă de distrugere în masă.

## Actori ocazionali
- McKenzie Westmore - Ens. Jenkins
- Steven Dennis - Onquanii